# Bekzad Nurdauletov
Bekzad Nurdauletov (en kazajo: Бекзад Нұрдәулетов; 10 de abril de 1998) es un deportista kazajo que compite en boxeo. Ganó una medalla de oro en el Campeonato Mundial de Boxeo Aficionado de 2019, en el peso semipesado.

## Palmarés internacional
| Campeonato Mundial | Campeonato Mundial    | Campeonato Mundial | Campeonato Mundial |
| Año                | Lugar                 | Medalla            | Categoría          |
| ------------------ | --------------------- | ------------------ | ------------------ |
| 2019               | Ekaterimburgo (Rusia) | Medalla de oro     | 81 kg              |